# Tatort: Fette Hunde
Fette Hunde ist ein Fernsehfilm aus der Krimireihe Tatort. Der vom WDR produzierte Beitrag wurde am 2. September 2012 im Ersten Programm der ARD ausgestrahlt. Es ist der 55. Fall des Ermittler-Teams Max Ballauf und Freddy Schenk und die 841. Tatortfolge.

## Handlung
Lissy Brandt, die ehemalige Mitarbeiterin von Ballauf und Schenk, holt überglücklich ihren Mann am Flughafen ab, der zusammen mit einem Trupp Bundeswehrsoldaten aus Afghanistan in die Heimat zurückkehrt. Das Wiedersehen soll mit Freunden gefeiert werden, doch Sebastians Sohn Constantin will nicht dabei sein. Auch Sebastian selber ist nicht zum Feiern zumute nach all den Grausamkeiten, die er in Afghanistan mitansehen musste.
Die Drogenkurierin Amina Rahimi ist mit ihrem Bruder Milad als Bodypacker ebenfalls in Deutschland angekommen. Sie sind im Zug unterwegs nach Köln. Unerwartet platzt eines der mit Rauschgift gefüllten Kondome und sie hat Mühe, mit ihrem Bruder lebend am Übergabeort zu erscheinen. Milad ist bereits bewusstlos, und da er nun nicht mehr von Nutzen ist, wird er von einem Mann brutal erschossen. Amina muss das mit ansehen und nun als Zeugin der Tat ebenfalls um ihr Leben bangen. Auf der Flucht verliert sie die Adresse ihrer Unterkunft. Sie irrt in Köln umher und versucht, ihre „Fracht“ loszuwerden.
Max Ballauf und Freddy Schenk werden am nächsten Tag zum Fundort einer Leiche gerufen. Es ist der afghanische Bodypacker, der regelrecht ausgeweidet wurde. Ein vorgefundenes Bahnticket vom Flughafen bis zum Kölner Hauptbahnhof veranlasst die Ermittler, das Zugpersonal des betreffenden Zuges zu befragen. Sie erfahren, dass der Mann in Begleitung einer Frau war. Er benahm sich sehr auffällig und schien betrunken zu sein. Mit Hilfe der Passagierlisten und Überwachungsaufnahmen vom Flughafen lässt sich von der Gesuchten ein Video sicherstellen, sodass die Ermittler wissen, wie sie aussieht, und so Aminas Identität ermitteln können.
Der Rechtsmediziner stellt schnell fest, dass das Opfer ein Drogenkurier war. Somit ist den Ermittlern klar, dass es den zweiten Kurier schnell zu finden gilt, wenn dieser überleben soll, denn der Bauchinhalt ist eine tickende Zeitbombe. Die erste Spur führt zu dem Geschäftsmann Rüther, der mit seiner Stiftung „Pro Afghanistan“ eine Alternative zum Drogenhandel schaffen will. Auf Amina Rahimi angesprochen, gibt er an, dass sie für ihn als Dolmetscherin arbeite. Auffallend ist, dass Rüthers Auslandsbüros direkt neben dem Lager der deutschen Soldaten liegen.
Ballauf und Schenk sind davon überzeugt, dass einige Rückkehrer aus dem Afghanistaneinsatz mit dem Drogengeschäft zu tun haben. So gerät auch Lissys Mann ins Visier der Fahndung, da mit dem Handy des Toten offensichtlich auch Sebastian Brandt angerufen worden ist. Als sie ihn aufsuchen, ist er gerade mit Thomas Klages und Matthias Jahn, zwei weiteren Rückkehrern, zusammen. Sie geben zu, die Geschwister Rahimi aus Afghanistan zu kennen, was aber nichts weiter zu bedeuten hätte. Dennoch lassen die Ermittler Sebastians Handy überwachen. Auch Lissy ist enttäuscht von ihrem Mann, der offensichtlich in Afghanistan eine Affäre mit Amina Rahimi hatte.
Amina findet derweil zu Sebastian, der sie umgehend zu einem Arzt bringen will. Unterwegs wird er per Handy zu einem Treffpunkt bestellt und fährt mit Amina dorthin. Sie hat inzwischen sichtlich Probleme mit den Bodypacks. Am angegebenen Ziel angekommen, trifft er seinen Kameraden Matthias Jahn, der Sebastians Sohn gekidnappt hat und ihn zwingt, ein Loch zu schaufeln. Sebastian bittet ihn, Constantin gehen zu lassen, im Tausch gegen Amina. Er weiß, dass ihm die Drogendealer im Nacken sitzen und ihre Ware fordern. Jahn gibt zu, bereits Aminas Bruder den „Gnadenschuss“ gegeben zu haben, da würde er nun auch nicht zögern.
Ballauf und Schenk haben herausgefunden, wo Sebastian sich treffen wollte, und begeben sich dorthin. So können sie verhindern, dass Jahn Constantin etwas antut, und können auch Amina rechtzeitig ins Krankenhaus bringen.

## Hintergrund
Der Film wurde in Köln, am Flughafen Niederrhein in Weeze, in Rösrath-Hoffnungsthal bzw. dem Bunker Hoffnungsthal und Umgebung gedreht.

## Rezeption

### Einschaltquoten
Die Erstausstrahlung von Fette Hunde am 2. September 2012 wurde in Deutschland von 8,06 Millionen Zuschauern gesehen und erreichte einen Marktanteil von 24,4 Prozent für Das Erste.

### Kritiken
Rainer Tittelbach von tittelbach.tv bezeichnet den Film als „atmosphärenstark“ und schreibt lobend: „‚Fette Hunde‘ ist der beste WDR-‚Tatort‘ der letzten zehn Jahre. […] Ein ‚Tatort‘, der nicht binnen zehn Minuten die obligatorische Leiche präsentiert. Ein ‚Tatort‘, der sein Thema, seine Botschaft, seine Haltung anders verpackt, als man es von den Kölner Moral- und Meinungsermittlern Ballauf und Schenk gewohnt ist. Ein ‚Tatort‘, bei dem man als Zuschauer mehr weiß als die Kommissare, bei dem man aber weniger rätselt, wer der Mörder ist, sondern sich vielmehr fragt, wie denn die politischen und menschlichen Geschichten zusammenhängen.“
Bei Spiegel.de stellt Christian Buß anerkennend fest: „Wie kein zweiter Regisseur in Deutschland kümmert sich Andreas Kleinert um die Aussortierten und die Abgewrackten. Doch egal, wie rigoros er deren Schicksal aufzeigt, er lässt ihnen immer eine gewisse Restwürde. So wie zuletzt in seinem elegischen Stricher-Krimi 'Nacht ohne Morgen' mit Götz George. Der gefiel dem verantwortlichen WDR so gut, dass man bei Kleinert gleich noch den aktuellen Heimkehrer-'Tatort' bestellt hat.“
Lorenz Jäger von der Frankfurter Allgemeinen Zeitung meint: „Mancher hätte dem Kölner 'Tatort' mit seiner inzwischen etwas ausgeleierten Beziehung zwischen Max Ballauf und Freddy Schenk eine solche Intensität nicht mehr zugetraut. Es wird auch gar nicht viel geredet. Dafür ist die Musikauswahl sehr gut, sie hebt die Kontraste der Szenen und Welten hervor; Afghanistan dort und Deutschland hier.“
Holger Gertz von der Süddeutschen Zeitung gibt folgendes Urteil: „Die Kölner Kommissare Ballauf und Schenk waren schon ziemlich out, man hatte sich an ihnen sattgesehen wie sonst nur an Bernd, dem Brot oder an Bill Cosby. Aber das hier ist schon ihre zweite sehenswerte Episode in diesem Jahr. Früher sind die beiden am Ende immer an dieser albernen Wurstbude gestrandet, diesmal bleiben alle zweifelnd zurück.“
Etwas verhalten urteilt Verena Kuhlmann von Stern.de: „Der Kölner ‚Tatort‘ baut viel Spannung auf, während die Ermittler einem afghanischen Drogenbund auf den Fersen sind. Am Ende verliert er sich aber in einem Wirrwarr aus Unklarheiten und Verstrickung.“
Ähnlich negativ sieht das Sarah Mikoleizik von Focus online. Sie hält zwar die Thematik des Films für wichtig, meint dann aber: „Fast fühlt sich der Zuschauer als besserer Kommissar, als es die Ermittler Ballauf und Schenk sind. Es ist schlicht unbefriedigend, all das mitanzusehen. ‚Fette Hunde‘ wirkt alles in allem wenig zielführend, er dümpelt einfach vor sich hin, bis es endlich zum Showdown kommt und sich die Ereignisse überschlagen.“

### Trivia

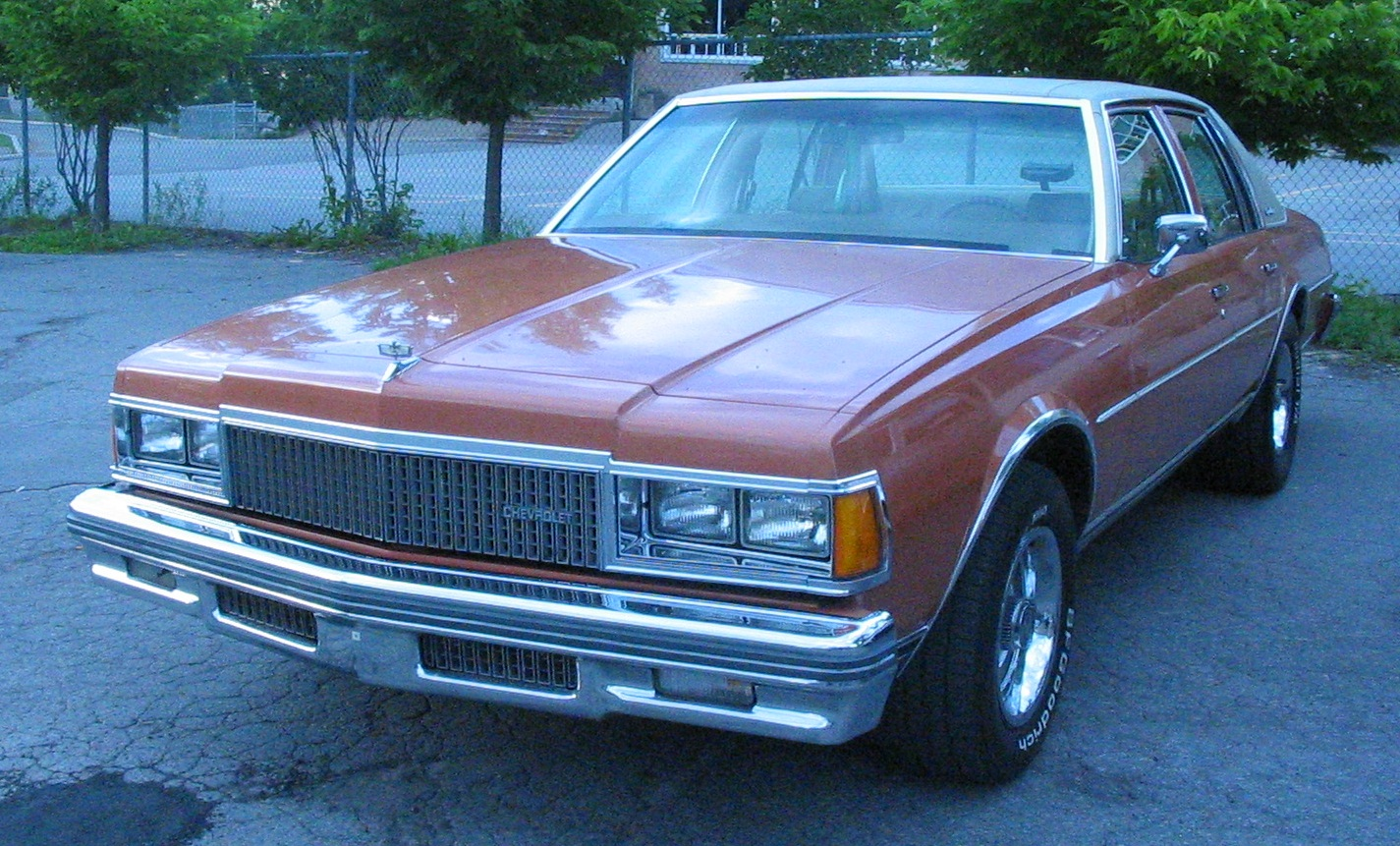
'77 Chevrolet Caprice Sedan (Auto classique Ste-Rose '11)

Freddys Dienstwagen: Chevrolet Caprice von 1977, dunkelblau